# Gagea caelestis
Espèce
Gagea caelestis est une espèce de plantes à fleurs de la famille des Liliaceae et du genre des Gagées.

## Liste des variétés
Selon Tropicos (23 mai 2016) :
- variété Gagea caelestis var. exinata Levichev